# Вірій Нікомах Флавіан

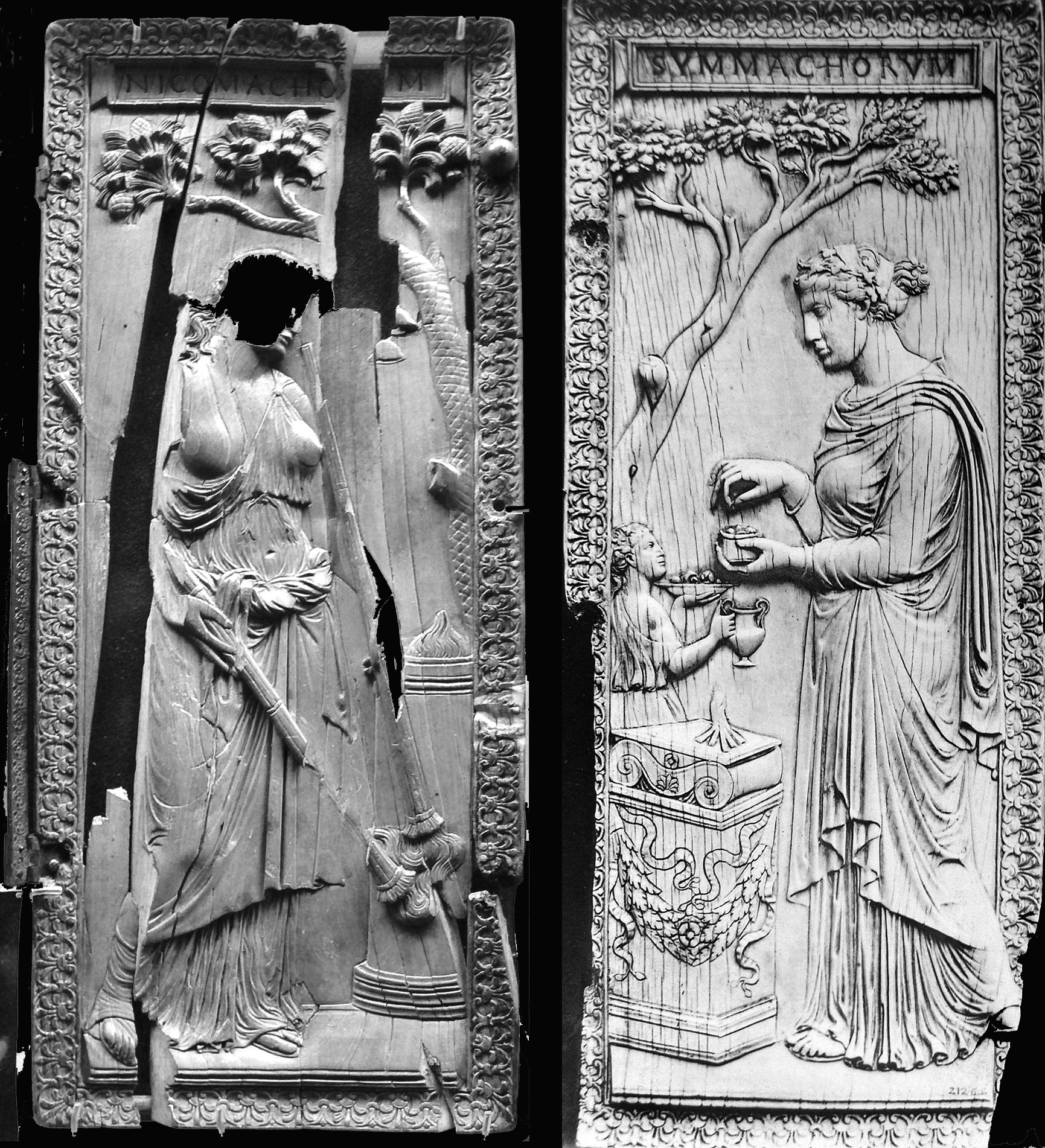
Квінт Нікомах Флавіан та Квінт Аврелій Сіммах

Вірій Нікомах Флавіан (лат. Virius Nicomachus Flavianus, 334 — 394) — визначний державний діяч пізньої Римської імперії, історик.

## Життєпис
Походив з роду нобілів Нікомахів Флавіанів. Син Волусія Венстуста Нікомаха Флавіана. Діяльність пов'язана із західною частиною Римської імперії. Замолоду пройшов середні магістратури — квестора та претора. Був також понтифіком. В подальшому його кар'єра стрімко рухалася угору, незважаючи на поганські вірування Нікомаха за правління християнських імператорів.
У 364–365 роках керував Сицилією. У 376–377 роках за наказом імператора Граціана обіймав посаду вікарія провінції Африка. Імператор Феодосій I призначив Нікомаха квестором священного палацу. На усіх своїх посадах Флавіан проводив політику захисту поганських старовинних звичаїв. У 390–392 роках  очолював префектуру Італії, Африки та Іллірії. На цій посаді відзначився чесністю та принциповістю у виконання обов'язків.
У 392 році спрямував свого друга Квінта Аврелія Сіммаха до імператора Феодосія I з прохання зберегти вівтар Перемоги у Римі, але марно. Після цього був усунутий зі своєї посади. Після загибелі західного імператора Валентиніана II Нікомах підтримав узурпатора Євгена та поганського військовика Арбоґаста. У 393 році Флавіан знову очолив свою колишню префектуру, а у 394 році став консулом. Після поразки 6 вересня 394 року військ Арбогаста у битві при Фригіді від армії Феодосія I Віпій Нікомах невдовзі за тим наклав на себе руки.

## Творчість
Займався літературними та історичними вправами. Нікомах Флавіан написав «Аннали», де йдеться про події, яким він був свідком — часи імператорів Граціана, Валентиніана II та Феодосія I. Дотепер збереглися лише незначні уривки з цього твору.
Також Флавіан займався перекладом грецьких робіт латиною, зокрема про життя Аполлонія Тіанського, праць Флавія Філострата.

## Родина
- Квінт Нікомах Флавій